# Mieke Mosmuller
Mieke Mosmuller (geboren te Amsterdam in 1951 als Mieke Crull) is een arts, filosoof en auteur van boeken in geesteswetenschappelijke thematiek. Daarnaast geeft ze lezingen en werkgroepen in Nederland, België, Duitsland en Zwitserland.

## Biografie
Mosmuller ging naar het Barlaeus Gymnasium in Amsterdam waarna ze medicijnen ging studeren aan de Universiteit van Amsterdam. Tijdens haar studie leerde ze haar echtgenoot Jos Mosmuller kennen, waarmee ze zich na hun studie vestigde als apotheekhoudend huisarts in Limbricht (Limburg).

## Werken
Een groot aantal publicaties van haar hand zijn verschenen bij Uitgeverij Occident die daar in 1994 speciaal voor is opgericht.